# Югославский ирредентизм

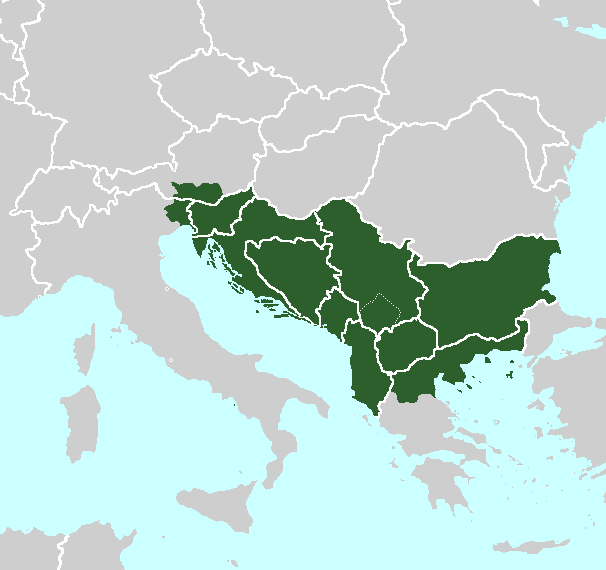
Югославские ирредентистские требования (наложены на современные европейские границы), в соответствии с планами Иосипа Броз Тито незадолго до окончания Второй мировой войны.

Югославский ирредентизм — идея объединения всех южнославянских территорий и их населения, которая бы включала территории Боснии и Герцеговины, Хорватии, Черногории, Сербии, Косово, Словении и Вардарской Македонии, а также территории, на которые Югославия претендовала, но которые не были включены в её состав: Болгария, Албания , Пиринская и Эгейская Македония и некоторые другие территории. В число сторонников югославского ирредентизма входили как приверженцы монархического строя, так и сторонники республики.

## История
С момента образования Югославии в 1918 году среди некоторых политиков появилась идея включения всех южнославянских земель в состав Югославии. Пионером югославского ирредентизма тогда был Светозар Прибичевич, который желал включить в состав страны земли «от Соча до Салоник». Правительство Королевства Югославия в межвоенные годы искало возможности для заключения союза с Болгарией с последующим её включением в Югославию. Сторонники разделились на два лагеря: республиканцы предлагали включить Болгарию на правах автономной республики, а сторонники монархии предлагали ввести конституционную монархию в стране.
В Болгарии существовала также военизированная организация «Звено», члены которой поддерживали идею о создании Югославии, но предлагали переместить её столицу именно на восток и включить в состав земель Югославии ещё и Албанию. В 1934 году «Звено» организовало государственный переворот в стране и пришло к власти: сторонники переворота объявили о заключении военного союза с Францией и поиске вариантов для создания Единой Югославии с центром в Болгарии. В январе 1935 года, однако, режим был свергнут, и инициатива «Звена» провалилась.
В 1940 году Милан Недич стал инициатором присоединения к странам Оси, рассчитывая на помощь в присоединении Салоник и всей Эгейской Македонии к землям Югославии. В годы Второй мировой войны британское правительство высказалось за послевоенное образование Великой Югославии, несмотря на возражения и протесты со стороны Болгарии. В мае 1941 года официальное заявление подписал доктор Малком Барр и отправил его болгарам.
После войны была образована Вторая Югославия, известная как Социалистическая Федеративная Республика Югославия. В период правления Иосипа Броз Тито ставилась цель создать целостную Югославию, которая бы включала в себя, помимо границ Югославии, ещё и Эгейскую Македонию, Албанию, Болгарию и, по крайней мере, часть или всю австрийскую Каринтию, а также всю итальянскую провинцию Фриули-Венеция-Джулия, где Югославии на некоторое время в ноябре 1943 года удалось закрепиться. Тито в послевоенные годы предъявлял территориальные претензии к Австрии и требовал передать Каринтию в состав Югославии (а именно присоединить к Словении). Он говорил:
Мы освободили Каринтию, но предъявленные международным сообществом условия были таковы, что нам пришлось её оставить немедленно. Каринтия принадлежит нам, и мы будем за неё сражаться.
Ещё одним проектом Великой Югославии была Балканская федеративная республика, которая так и не была создана из-за разногласий между лидерами балканских государств.